# Paul Plaut
Paul Plaut (Pseudonym Paul P. Willingshausen, * 19. Februar 1894 in Berlin; † 22. Januar 1960 in London) war ein deutsch-jüdischer Psychologe und Psychiater.

## Leben
Er studierte zuerst zwischen 1912 und 1915 Philosophie und Literatur an der Humboldt-Universität zu Berlin; nach dem Ausbruch des Ersten Weltkriegs stellte er sich als Freiwilliger für den Kriegsdienst zur Verfügung und diente als Infanterist und im Sanitätsdienst. Heimgekehrt nahm er sein Studium wieder auf und es folgte 1920 die Promotion zum Dr. phil. an der Universität Greifswald mit einer Arbeit über Balzac. 1922 nahm Plaut ein Studium der Medizin auf und promovierte 1927 zum Dr. med. in Berlin. Bereits ab 1923 war er Assistent an dem von William Stern und Otto Lipmann in Berlin gegründeten privaten Institut für angewandte Psychologie und psychologische Sammelforschung. Hauptberuflich war Paul Plaut zu dieser Zeit als Assistenzarzt am Berliner Krankenhaus Wittenau, heute Karl-Bonhoeffer-Nervenklinik, tätig. Zudem arbeitete er von 1927 bis 1933 als Gerichtssachverständiger. Nach seiner Emigration nach London war er weiter als Gerichtsgutachter und ab 1948 als niedergelassener Psychiater tätig; von 1948 bis 1959 arbeitete er als Psychiater an der Portman Clinic im National-Health-Programm.

## Privates
1923 heiratete er Thekla Delphine Kneip (1899–1980). Das Ehepaar hatte eine Tochter. Aufgrund des Drängens seiner Frau emigrierte er 1938 mit ihr und der Tochter über Amsterdam nach London. Er selbst war fest davon überzeugt, dass ihn die Nationalsozialisten wegen seines Kriegsdienstes im Ersten Weltkrieg verschonen würden.

## Werk
Bereits zu Kriegszeiten lernte er William Stern kennen und wandte mit ihm und zusammen mit Otto Lipmann die Methode der Psychografie auf kriegspsychologische Untersuchungen an. Dabei ging es um die Erhebung und Verarbeitung der Kriegssituation für die Soldaten. In seinen späteren Untersuchungen ging es hauptsächlich um „psychische Immunität“, heute als Resilienz bzw. als Gefeitsein gegenüber schädlichen Umwelteinflüssen bezeichnet. Er untersuchte die Frage, wie produktive Persönlichkeiten zu ihren Ideen kommen und hemmende Einflüsse und Misserfolge überwinden. Als Ergebnis seiner Fragebogenuntersuchung an 400 Probanden (darunter Künstler und Wissenschaftler, wie z. B. Max Brod, Käthe Kollwitz, Fritz Haber oder Albert Einstein) arbeitete er die Eigenverantwortlichkeit der Person und günstige Umweltfaktoren im Umgang mit schwierigen Situationen als Bedingungen für eine hohe Produktivität heraus. Auch die Freiheit in der Ausgestaltung der Lebens- und Arbeitsumstände beeinflussen die Produktivität und Originalität bei Erfindungen, von künstlerischen Inspirationen und Innovationen; Freiheit ist deswegen auch für den wissenschaftlichen Fortschritt bedeutend. Er publizierte im Laufe seines Lebens mehr als 500 Artikel, Abstracts und Bücher.

## Publikationen
Monografien
- Der psychologische Raum: Ein Beitrag zur Beziehungslehre. Julius Püttmann Verlag, Stuttgart 1924.
- Die Zeugenaussagen jugendlicher Psychopathen: Ihre forensische Bedeutung. Enke-Verlag, Stuttgart 1928.
- Aussage und Umwelt in Sittlichkeitsprozessen. Carl Marhold Verlag, Halle an der Saale, 1929.
- Die Psychologie der produktiven Persönlichkeit. Enke-Verlag, Stuttgart 1929.
- Der Zeuge und seine Aussage im Strafprozeß. G. Thieme, Leipzig 1931.
- Psychologische Gutachten in Strafprozessen. Johann Ambrosius Barth Verlag, Leipzig 1932.
- Der Sexualverbrecher und seine Persönlichkeit. Enke-Verlag, Stuttgart 1960.

Zeitschriftenbeiträge
- Psychographie des Kriegers. Zeitschrift für angewandte Psychologie, 1920, Beiheft 21, S. 1–123.
- Prinzipien und Methoden der Kriegspsychologie. In: E. Abderhalden: Handbuch der biologischen Arbeitsmethoden, Abt. VI, Teil C, Band 1, 1928, S. 621–687.

Herausgeberwerke
- gem. m. Otto Lipmann: Die Lüge in psychologischer, philosophischer, juristischer, pädagogischer, historischer, soziologischer, sprach- und literaturwissenschaftlicher und entwicklungsgeschichtlicher Betrachtung. Johann Ambrosius Barth Verlag, Leipzig 1927.